# Eremitis parviflora
Eremitis parviflora är en gräsart som först beskrevs av Carl Bernhard von Trinius, och fick sitt nu gällande namn av Cléofe Elsa Calderón och Thomas Robert Soderstrom. Eremitis parviflora ingår i släktet Eremitis och familjen gräs. Inga underarter finns listade i Catalogue of Life.